# Сыс, Анатолий Тихонович
Анатолий Тихонович Сыс (26 октября 1959, Горошков, Речицкий район, Гомельская область — 4 мая 2005, Минск) — белорусский поэт.

## Биография
Окончил историко-философский факультет Гомельского государственного университета (1982). После службы в Советской армии, работал в Ветковской районной газете, где стал специалистом на Белорусском телевидении. Дебютировал несколькими стихами в журнале «Маладосць» (1986). В 1987 году Сыс вместе с Адамом Глобусом основал литературное объединение молодых писателей «Здешние» («Тутэйшыя»). Умер Сыс от сердечного приступа на своей минской квартире. Похоронен в родном селе — Горошкове.